# Sultanat von Bengalen
Das unter islamischer Herrschaft stehende Sultanat von Bengalen war ein vom Sultanat von Delhi unabhängiges Staatswesen, das ganz Bengalen sowie Teile von Orissa und des heutigen Myanmar umfasste. Es existierte von 1352 bis 1576 mit einer Unterbrechung durch den Paschtunen Sher Shah Suri in den Jahren 1539 bis 1554; danach wurde es vom Mogulreich annektiert und von Gouverneuren (subahdars) verwaltet. Hauptstädte waren Gaur, Pandua und Sonargaon.

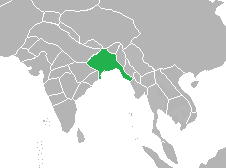
Sultanat Bengalen (um 1500)

## Geschichte
Im 14. Jahrhundert lösten sich mehrere Provinzen des Sultanats von Delhi von diesem ab; in der weitgehend hinduistisch gebliebenen Region Bengalen entstanden zunächst die Stadtstaaten Lakhnauti (später Gaur), Satgaon und Sonargaon. Shamsuddin Ilyas Shah erreichte auf militärischem Wege deren Vereinigung und gründete im Jahre 1352 das unabhängige Sultanat von Bengalen; ein Jahr später blieb er siegreich gegen die Truppen des Delhi-Sultans Firuz Schah Tughluq (reg. 1351–1388). In den Folgejahren führte er mehrere Feldzüge gegen Bihar und Orissa, die die Oberhoheit des Sultans von Bengalen anerkannten. Zu Beginn des 15. Jahrhunderts kam das Königreich Arakan im Nordwesten Birmas hinzu. Nach der Eroberung durch Sher Shah Suri blieb von dem einstmals starken Reich nur noch ein schwacher Abglanz; es wurde im Jahr 1576 von den Heeren des Mogulherrschers Akbar I. erobert und dem Mogulreich als Provinz angegliedert, wogegen sich jedoch in den Folgejahren ein letztlich erfolgloser Aufstand herausbildete (siehe Kherua-Moschee).
In seiner Blütezeit unterhielt das Sultanat von Bengalen diplomatische Beziehungen zum Reich der Ming-Dynastie in China und zu den ägyptischen Mameluken. Später entsandten auch der Dogen von Venedig und der König von England Botschafter an den Hof der „Könige des Ostens“. Letztlich aber waren es – neben inneren Konflikten – die zunehmenden kolonialen Aktivitäten der europäischen Mächte Portugal und England, die dem Sultanat von Bengalen, aber letztlich auch dem Mogulreich, den Todesstoß versetzten.

## Wirtschaft
Das fruchtbare Schwemmland Bengalens bildet die wirtschaftliche Grundlage für die Herausbildung eines eigenen Staatswesen, in welchem auch Stoffe aller Art hergestellt und gehandelt wurden. Von den Europäern wurde es als das reichste Land angesehen, mit dem Handel zu treiben sich lohnte. Es gab eine eigene Münzprägung, die jedoch in den verschiedenen Prägeorten nicht immer einheitlich gehandhabt wurde.

## Kultur

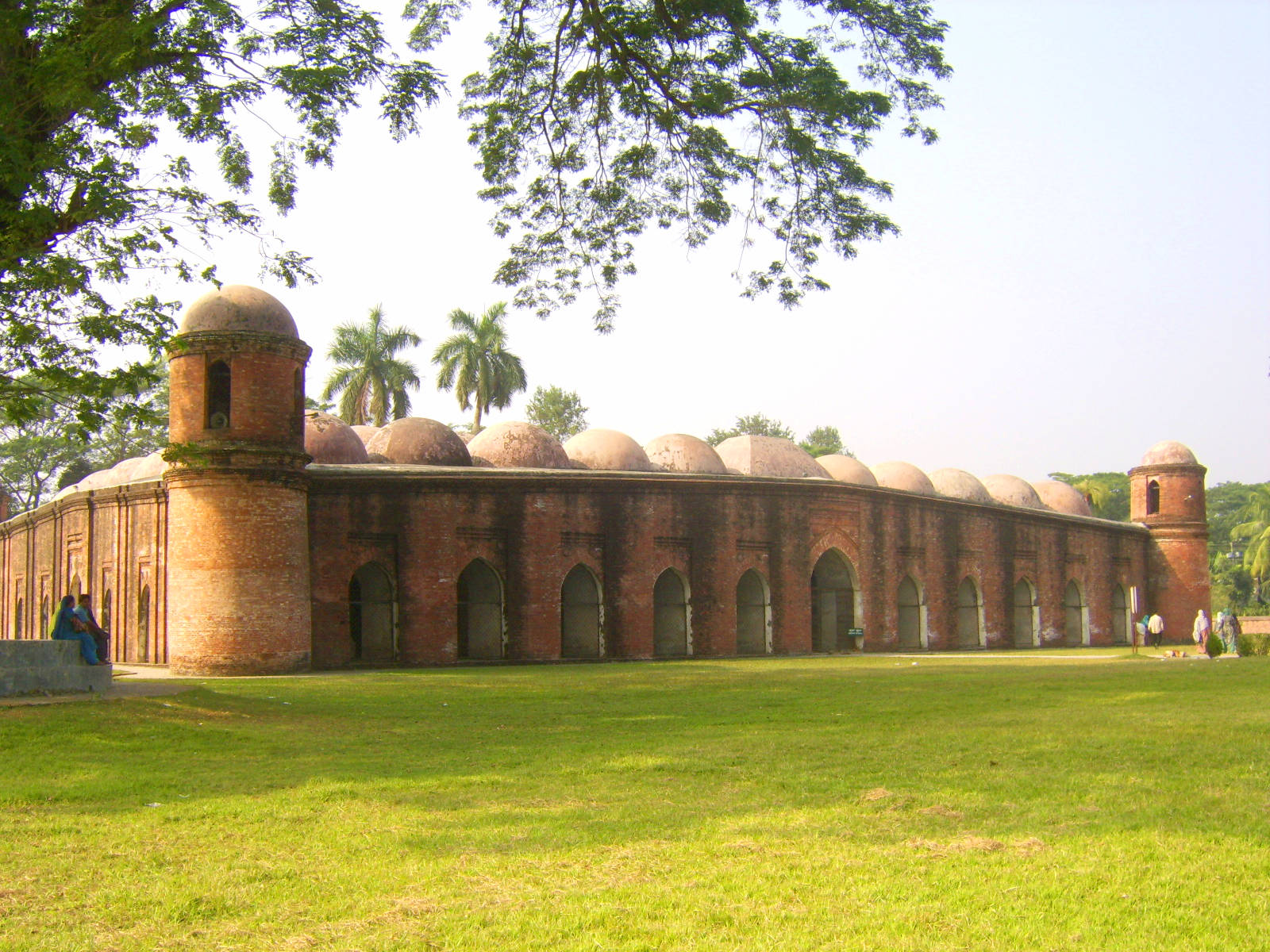
60-Kuppel-Moschee in Bagerhat

In Literatur und Malerei blieben persische Einflüsse erhalten; in der Architektur bildete sich unter Einbeziehung regionaler Bautraditionen ein eigener bengalischer Stil heraus, dessen Formen sich über den Mogulhof bis zu den Palästen und Kaufmannshäusern (havelis) der Rajputen im Nordwesten Indiens verbreitete. Sultan Sikandar I., der Sohn von Ilyas Shah, erbaute im Jahr 1373 in Pandua mit der Adina-Moschee die größte Moschee auf dem indischen Subkontinent. Im 15. Jahrhundert entstand die Moscheenstadt Bagerhat, die seit 1985 von der UNESCO als Weltkulturerbe anerkannt ist.